# 위유전자

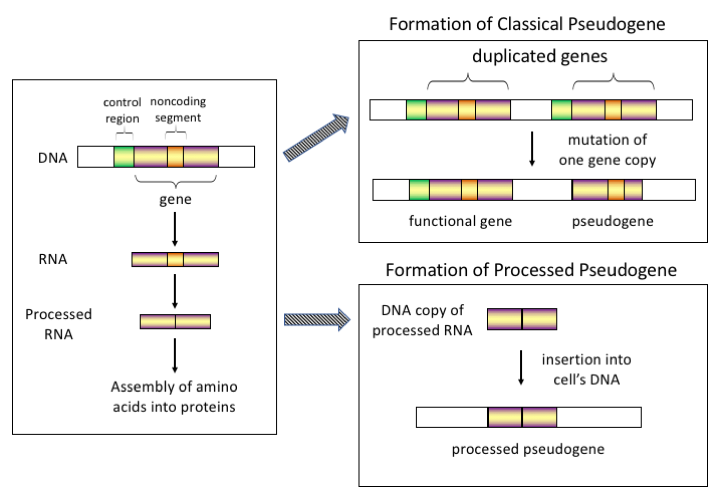
위유전자가 만들어지는 과정. DNA 복제과정의 실수나 DNA에 삽입된 RNA 절편을 예로 들고 있다.

위유전자(僞遺傳子, 영어: pseudogene)는 하나 이상의 이유로 기능을 상실하여 세포의 유전자 발현이나 단백질 합성에 관여하지 않는 DNA 염기서열이다. 가짜 유전자, 유사유전자(類似遺傳子)라고도 한다. 위유전자의 발생은 유전자의 돌연변이가 누적된 결과로 나타나며 주된 발생 이유는 유전자의 중복 또는 누락이다. 위유전자는 정상적인 유전자 발현 기능을 상실한 것이지만 때로는 부분적인 기능이 남아있어 비부호화 DNA와 비슷하게 유전자 발현을 조절하기도 한다. 위유전자는 유전자 다양성의 원인 가운데 하나이다. 많은 위유전자가 생리학과 병리학에서 중요한 역할을 하고 있다.
위유전자는라는 이름은 1977년 자크 C. 밀러 주니어가 쓰기 시작하였다. 유전자 발현에 관여하지 않기 때문에 게놈에서 제외될 수 있고 종종 "쓰레기 DNA"(junk DNA)로 불린다. 위유전자는 별다른 기능 없이 계속해서 돌연변이를 겪기 때문에 생물의 진화 이력을 추적하는 단서가 될 수 있다.

## 기원과 발견

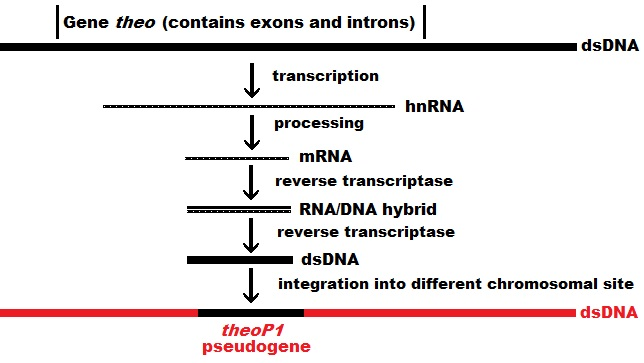
RNA에서 기원한 염기서열이 DNA에 삽입되어 생겨난 위유전자

위유전자에는 두 가지 기원이 있다. 하나는 원래 작동하던 유전자가 어떤 이유에서건 돌연변이되어 더 이상 작동하지 않는 경우이고, 다른 하나는 RNA가 어떤 이유에서건 DNA 염기서열로 삽입되어 버린 경우이다. 위유전자는 유전자 발현을 하지 않는다는 점에서 비부호화 DNA의 일종이지만 다른 것들과 달리 원래 기능하던 기원 유전자나 염기서열을 추적할 수 있다.
인간의 경우 140개의 위유전자가 알려져 있다.

## 특성
위유전자와 염기서열 상동을 보이는 유전자를 비교할 수 있으며, 유전자의 기능과 산출물을 확인하고 그에 해당하는 위유전자가 어떤 부분에서 문제가 생겼는지도 확인할 수 있다. 그러나 누락이나 결손이 심할 경우엔 원래의 유전자를 추적하기가 쉽지 않다.
mRNA가 DNA에 삽입된 경우와 같이 RNA에서 기원한 위유전자의 경우엔 인트론이나 촉진유전자와 같은 유전자 고유의 구조가 없다. 그러나 유전자가 변형된 위유전자의 경우엔 여전히 다른 유전자와 같이 촉진유전자, CpG 구간, RNA 접합부와 같은 것이 남아있다. 이 경우 위유전자와 유전자의 차이는 단백질 형성과 같은 유전자 발현 능력 여부뿐이다. 유전자는 DNA 정보에서 단백질 형성까지 여러 단계에 걸쳐 작용하기 때문에 이 과정에서 종결 코돈이 너무 앞당겨저 실행된다거나, 염기서열의 일부가 삽입되거나 누락되어 벌어지는 전사 프레임시프트가 일어난다거나, 리보솜 RNA에서 해독 오류를 일으킨다거나 하는 다양한 이유로 유전자 발현 능력을 상실할 수 있다. 어느 한 단계에서라도 유전자 발현이 이루어지지 않는다면 위유전자가 된다.
RNA가 삽입되어 형성된 위유전자는 유전자 예측을 어렵게 한다. 일련의 염기서열과 아무런 관련이 없이 갑자기 예측할 수 없는 서열이 시작되기 때문이다.

## 오인
때로는 정상적인 유전자를 위유전자라고 오인하는 경우도 있다. 예를 들어 생체 안에서 알코올 탈수소효소를 만드는 초파리 징웨이(Drosophila jingwei) 유전자의 경우가 그렇다.

## 기능하는 위유전자
일부 기능이 계속하여 작동하는 위유전자도 있다. 위유전자가 어떠한 기능을 하는 지는 아직 다 밝혀지지 않았으며 계속하여 연구되고 있다.
일부 위유전자는 돌연변이 과정에서 다시 기능을 회복하여 "부활"하기도 한다. 코끼리의 부활한 위유전자가 종양 억제 기능을 발현한 사례가 보고되어 있다.

## 같이 보기
- 유전자